# 국도 제15호선 (미국)
미국 국도 제15호선(U.S. Route 15)은 미국 사우스캐롤라이나주의 월터버러에서 출발하여, 노스캐롤라이나주를 거쳐 버지니아주, 메릴랜드주, 펜실베이니아주를 지나 뉴욕주의 페인티드포스트까지 이어주는 총 연장 791.71마일 (약 1,274.13km)의 거리를 가진 일반 국도 노선이다. 그러나 이 국도 노선은 남북으로 이어주는 형태 또는 구조를 이루고 있어, 월터버러에서 미국 17번 국도의 대체 노선 (사우스캐롤라이나주)이 연결되는 지점에서 86번 주간고속도로의 동부 구간와 만나게 되며, 페인티드포스트에서는 17번 뉴욕주도와 접촉하는 것으로 알려져 왔다. 그리고 이 도로는 1926년에 개통 및 제정된 것으로 드러난다.

## 주요 경유지
15번 국도가 통과하고 있는 주는 다음과 같다.
| 주요 경로 및 거리 |           |          |
| \| 지역 \| 거리 (mi) \| (km) \| \| ------------------ \| --------- \| -------- \| \| 사우스캐롤라이나주 \| 158.58 \| 255.21 \| \| 노스캐롤라이나주 \| 158.13 \| 254.48 \| \| 버지니아주 \| 229.73 \| 369.71 \| \| 메릴랜드주 \| 37.92 \| 61.02 \| \| 펜실베이니아주 \| 194.89 \| 313.64 \| \| 뉴욕주 \| 12.46 \| 20.05 \| \| 합계 \| 791.71 \| 1,274.13 \| |           |          |
| 지역 | 거리 (mi) | (km)     |
| 사우스캐롤라이나주 | 158.58    | 255.21   |
| 노스캐롤라이나주 | 158.13    | 254.48   |
| 버지니아주 | 229.73    | 369.71   |
| 메릴랜드주 | 37.92     | 61.02    |
| 펜실베이니아주 | 194.89    | 313.64   |
| 뉴욕주 | 12.46     | 20.05    |
| 합계 | 791.71    | 1,274.13 |

## 갤러리

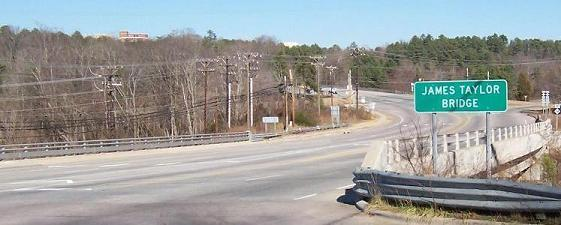
노스캐롤라이나주 채플힐의 제임스 테일러 다리에서 미국 15번 국도의 일부분이다. 이 구간에서는 501번 국도와 같이 만나는 특이사항을 둔다.
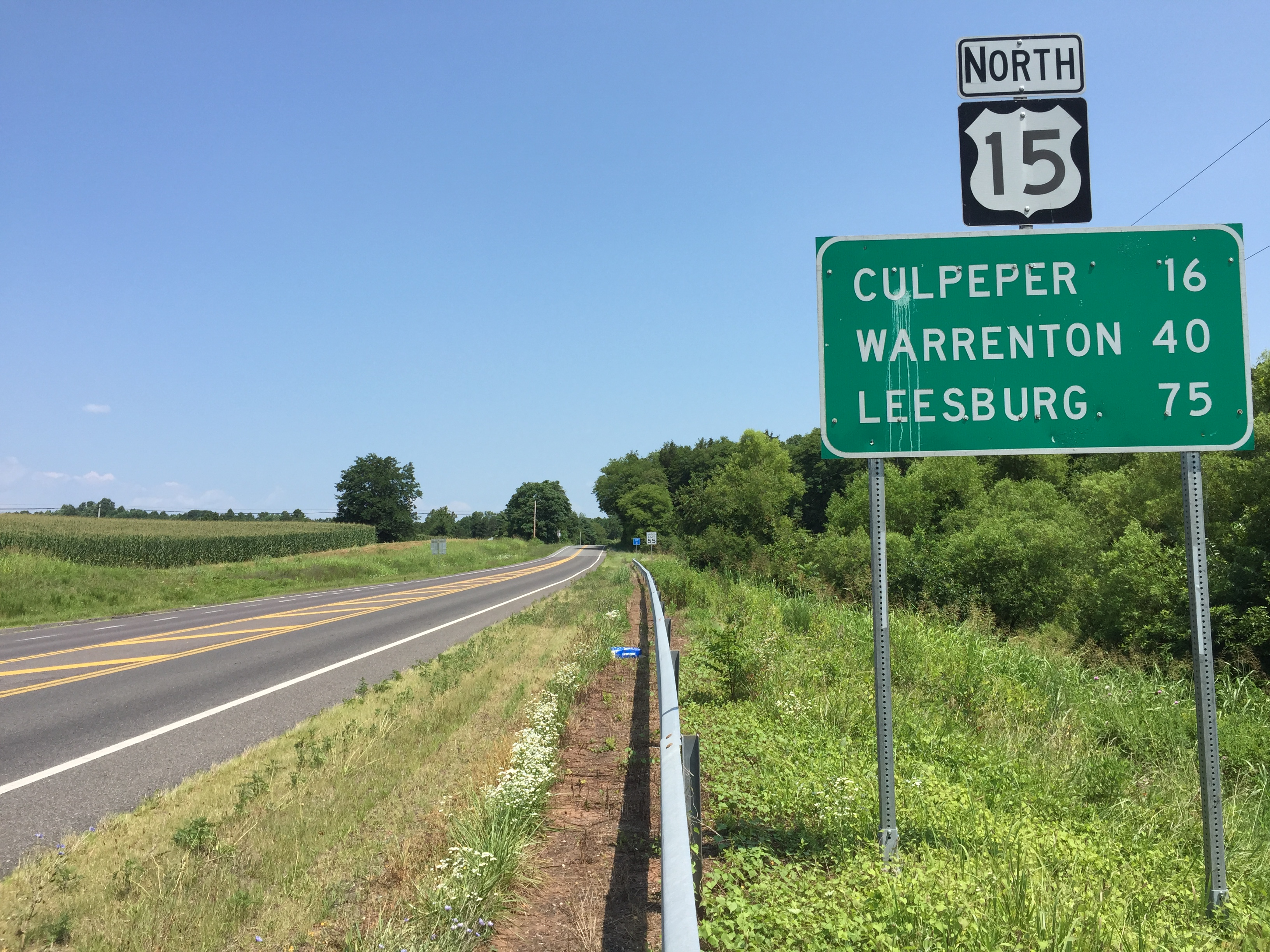
버지니아주 매디슨군 매디슨밀스로 이어주는 미국 15번 국도의 모습이며, 이 방향은 북쪽으로 향하고 있는 표지판으로, 해당 지역의 일대에서는 버지니아주도 230호선과 같이 분기한다.
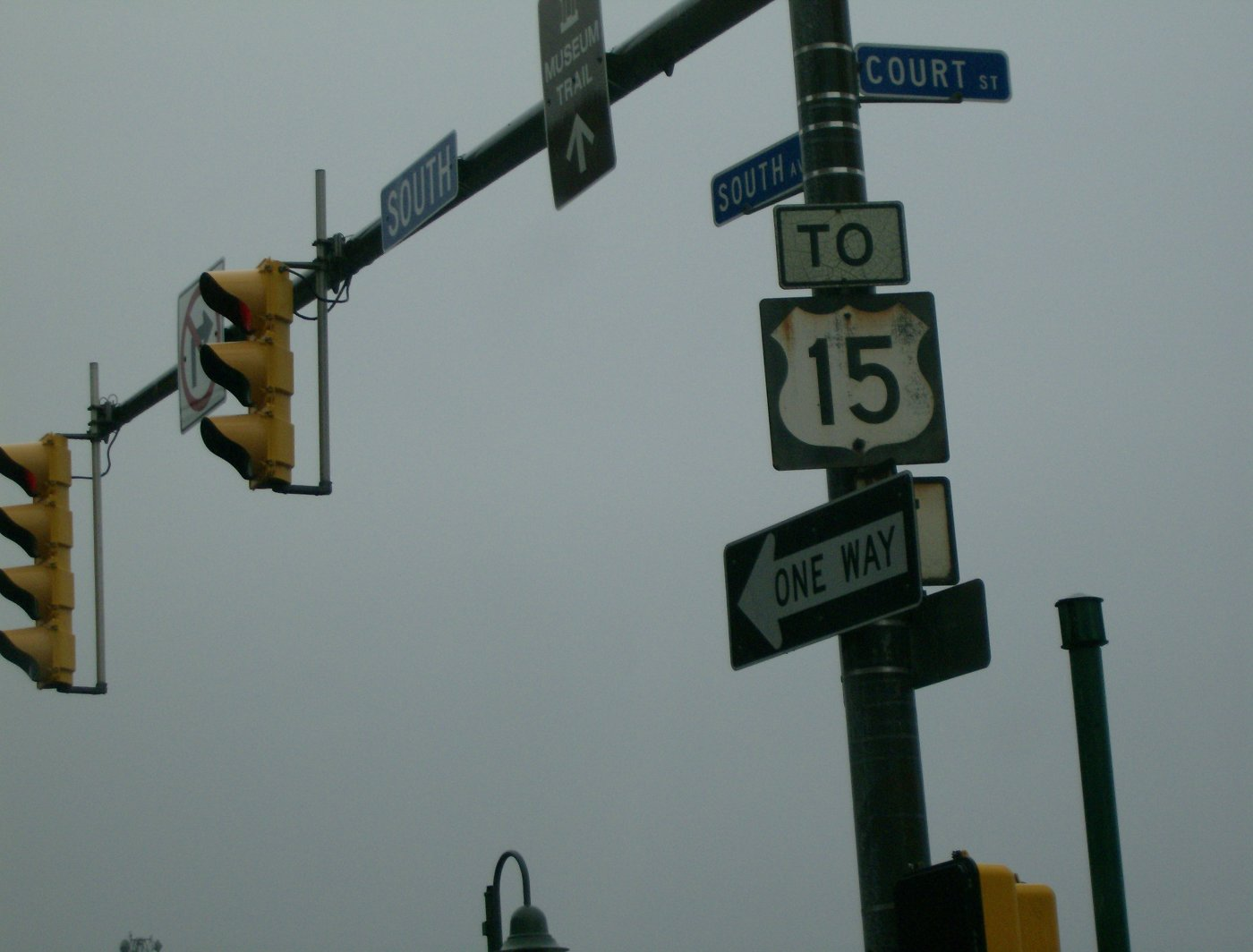
뉴욕주 로체스터에서 미국 15번 국도와 철길 건널목이 서로 접촉하고 있는 모습을 가진 표지판.
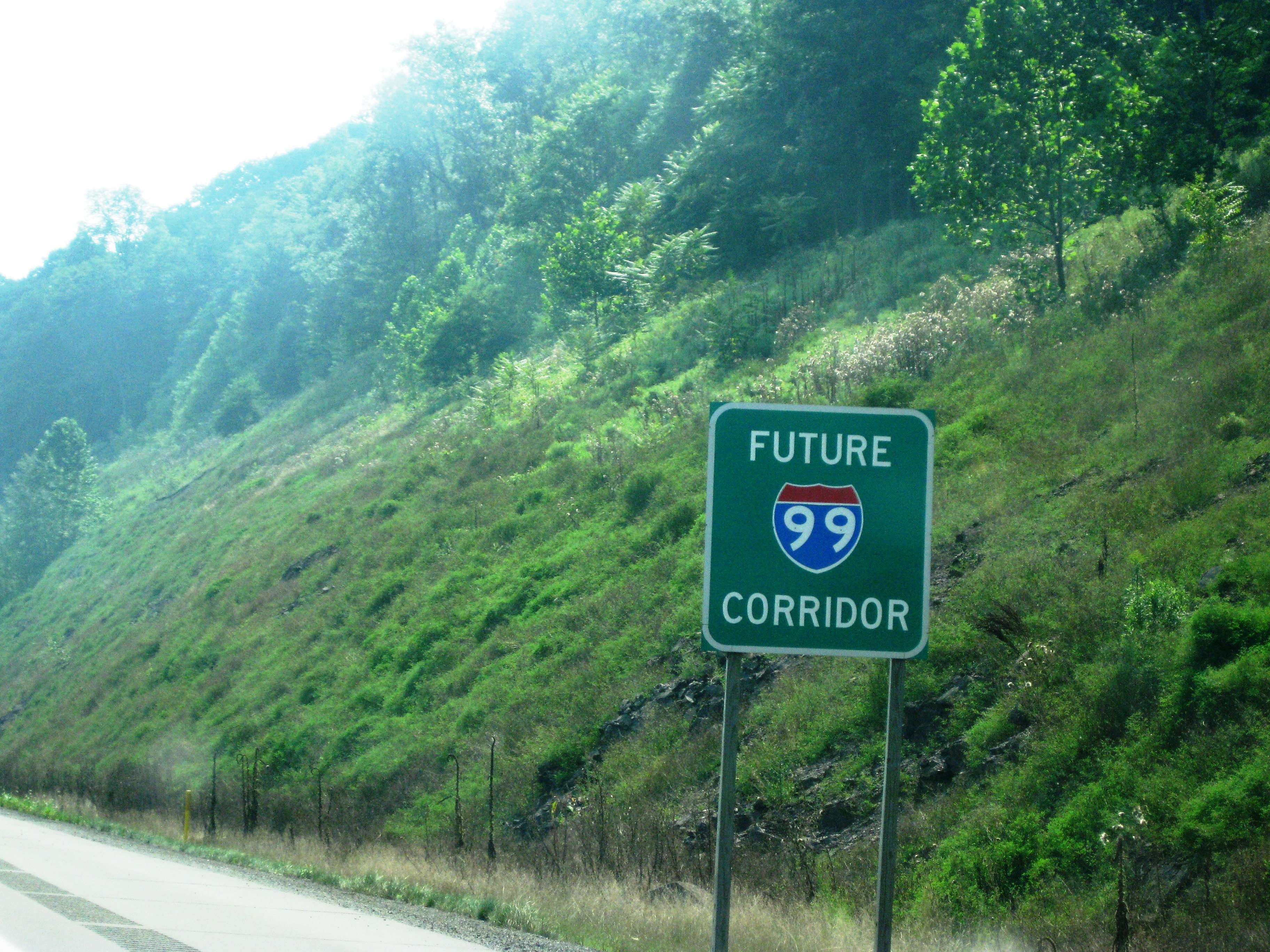
펜실베이니아주 윌리엄스포트에서 사우스바운드의 북부 지역으로 향하는 미국 15번 국도 내에 있는 슬로건인 "Future I-99 Corridor"라는 표지판이 세워져 있다.
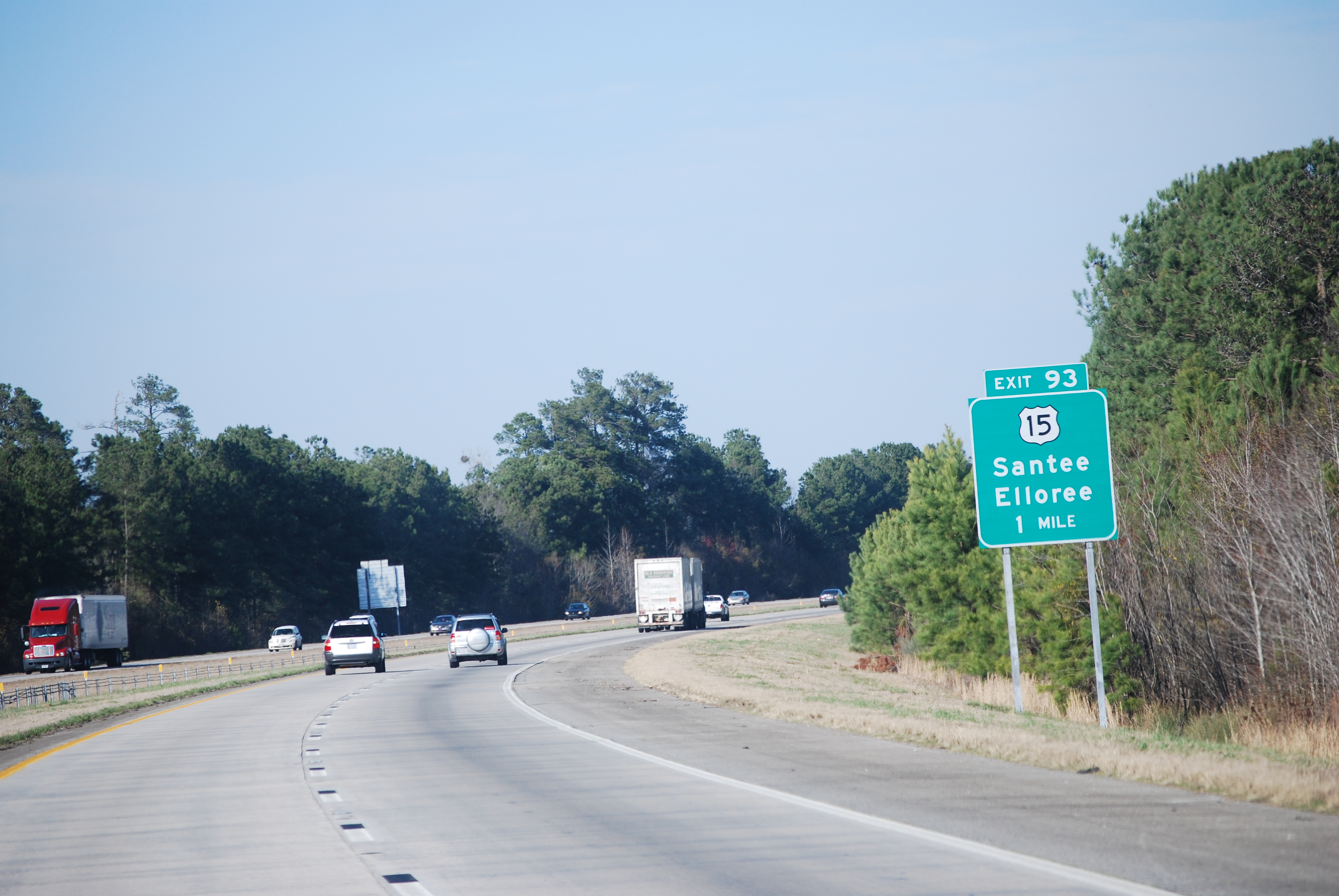
이 표지판은 주간고속도로 제95호선과 만나는 사우스캐롤라이나주 일대 전경.